# I-64/I-164
I-64/I-164 — підводний човен Імперського флоту Японії, який взяв участь у бойових діях Другої світової війни. Споруджений як І-64, корабель 20 травня 1942-го (на той момент японське командування ще не знало про його загибель) був перейменований на І-164, щоб звільнити нумерацію для нових крейсерських підводних човнів (так само вчинили щодо всіх субмарин KD типів).

## Довоєнна служба
Корабель, який спорудили у 1930 році на верфі ВМФ у Куре, належав до типу KD4.
Станом на момент вступу Японії у Другу світову війну І-64 входив до 29-ї дивізії підводних човнів.

## Перший похід
26 листопада 1941-го, незадовго до вступу Японії у Другу світову війну, І-64 вирушив до Палау (важлива база на заході Каролінських островів), проте ще на шляху туди був перенаправлений до порту Самах (китайський острів Хайнань).
5 грудня, за кілька діб до відкриття бойових дій, І-64 вже вирушив з Самаху до визначеного йому району в Південнокитайському морі, де разом з цілим рядом інших човнів сформував патрульну лінію поблизу півострова Малакка, на який вже 8 грудня (тобто у день нападу на Перл-Гарбор — тільки останній відбувся по інший бік лінії зміни дат) висадились японські десанти. У цьому поході І-64 не зміг досягнути якогось успіху, а 27 грудня звершив його у бухті Камрань (центральна частина узбережжя В'єтнаму).

## Другий похід
7 січня 1942-го І-64 вирушив для дій у Індійському океані (можливо відзначити, що японські човни через побоювання мінної загрози прямували до цього району через східну частину Яванського моря та протоку Ломбок).
22 січня 1942-го за сімсот кілометрів західніше від північної частини острова Суматра І-64 атакував торпедами нідерландське судно Van Overstraten (4482 GRT), яке прямувало з Бомбею до Остхафену (наразі Бандар-Лампунг на південному завершення Суматри). Коли одна з випущених торпед пройшла під кілем Van Overstraten, а друга не влучила в ціль, І-64 почав обстрілювати вороже судно з палубної гармати. Атакований корабель зупинився та спустив рятувальні човни, після чого субмарина добила його ще однією торпедою.
28 січня 1942-го неподалік від східного входу до Полкської протоки (розділяє Індію та острів Цейлон) І-65 атакував артилерією невеликий колісний пароплав Idar (391 GRT). Команда покинула це судно, після чого тут висадилась та підпалила пароплав абордажна партія І-65. У підсумку Idar викинуло на берег, причому є відомості, що судно вдалось врятувати.
29 січня 1942-го за три десятки кілометрів на схід від Мадраса І-65 послідовно поцілив двома торпедами та потопив американське вантажопасажирське судно Florence Luckenbach (5049 GRT), яке полишило щойно зазначений індійський порт і прямувало до Нью-Йорка з марганцевою рудою та генеральним вантажем. Наступної доби за сім десятків кілометрів на схід від Мадрасу човен торпедував, а потім добив артилерією британський пароплав Jalatarang (2498 GRT), що прямував з Кочіну до бірманського Рангуну. Нарешті, 31 січня майже в тому ж районі човен таким саме чином — торпеди та артилерія — знищив інше британське судно Jalapalaka (4215 GRT), яке йшло з Бомбею до Рангуну в баласті.
5 лютого 1942-го І-64 завершив похід на західному узбережжі півострова Малакка у Пенанзі, який на найближчі кілька років стане базою японського підводного флоту для дій у Індійському океані.

## Третій похід
6 березня 1942-го І-64 вирушив для дій на ворожих комунікаціях у Індійському океані. 13 березня за дві сотні кілометрів на північний схід від Мадрасу човен спершу уразив артилерією, а потім добив торпедою норвезьке судно Mabella (1513 GRT), яке прямувало в баласті з Коломбо до Калькутти.
27 березня 1942-го І-64 завершив похід поверненням до Пенангу, а 2–12 квітня перейшов до японського порту Сасебо.

## Загибель корабля
16 травня 1942-го І-64 вирушив з Сасебо до атола Кваджелейн на Маршаллових островах, де на початковому етапі війни була значна база японського підводного флоту. Передбачалось, що він візьме участь у операції проти атола Мідвей, проте 17 травня за чотири сотні кілометрів на південний схід від виходу з протоки Бунго (розділяє Кюсю та Сікоку) І-64 перестрів американський підводний човен «Тритон». Останній мав лише одну торпеду, якою зміг поцілити японську субмарину з дистанції понад 5,5 км. І-64 затонув за дві хвилини. Хоча з Triton бачили у воді кілька десятків ворожих моряків, проте в підсумку не врятувався жоден з 81 члена екіпажу І-64.

## Бойовий рахунок
| Дата       | Назва               | Тип                | Тоннаж | Місце           |
| 22.01.1942 | Van Overstraten     | вантажне           | 4482   | 1°40'N 90°13'E  |
| 29.01.1942 | Florence Luckenbach | вантажопасажирське | 5049   | 12°55'N 80°33'E |
| 30.01.1942 | Jalatarang          | вантажне           | 2498   | 12°59'N 81°00'E |
| 31.01.1942 | Jalapalaka          | вантажне           | 4215   | 13°00'N 81°08'E |
| 13.03.1942 | Mabella             | вантажне           | 1513   | 14°00'N 81°47'E |